# Mei Shigenobu
 (novembre 2012).
Pour les articles homonymes, voir Shigenobou.
Mei Shigenobu ou May Shigenobu (重信 メイ ; née le 1er mars 1973 au Liban) est la fille de la dirigeante de l'armée rouge japonaise communiste Fusako Shigenobu et d'un Palestinien à la tête du Front populaire de libération de la Palestine,,,,,,.

## Carrière
Mei Shigenobu vit en exil au Liban avec sa mère qui est recherchée par le Japon et Israël. Elle obtient la nationalité japonaise en 2001.
Mei Shigenobu devient présentatrice de la chaîne de télévision câblée Asahi Newstar dans l'émission Nyuusu no Shinsō puis sur MBC, la chaîne satellite des Émirats arabes unis. Elle obtient un doctorat de l'université Dōshisha en 2011, sur le développement des médias arabes et l'effet des réseaux satellites tel Al Jazeera,.

## Filmographie
- 2006 : 9/11-8/15 Japan Pack Suicide : Nobuyuki Oura
- 2009 : Documentary on Zunou Keisatsu (le groupe de rock Zunou Keisatu (Brain Police) et son chanteur, Panta).
- 2010 : Coach : journaliste sportif
- 2010 : Children of the Revolution, documentaire de Shane O'Sullivan, présenté au Festival international du film documentaire d'Amsterdam[10].
- 2011 : Eric Baudelaire : The Anabasis of May and Fusako Shigenobu, Masao Adachi, and 27 years without Images avec le réalisateur et ancien membre de l'armée rouge du Japon, Masao Adachi, en compétition au 22e Festival International du Film de Marseille.
- 10 septembre 2012 : Free word, Al Mayadeen Channel de George Galloway.

## Publications
- 2002 : 秘密 : パレスチナから桜の国へ母と私の28年 / [Himitsu : Paresuchina kara sakura no kuni e haha to watashi no 28-nen]  (ISBN 4-06-210859-3)
- 2003 : 中東のゲットーから / [Chūtō no gettō kara]  (ISBN 4-901391-31-3)